# 洪桥街道
洪桥街道，是中华人民共和国广东省广州市越秀区下辖的一个街道级行政单位。其辖区内的小北现时有较多的非洲、中东人士聚居。

## 行政区划
洪桥街道下辖以下地区：
三眼井社区、德源里社区、丹桂里社区、洪庆坊社区、豆腐寮社区、应元社区、越秀山社区、天秀社区、北园社区、马庄巷社区和法政社区。